# Alinenjärvi
Alinenjärvi är en sjö i kommunen Nokia i landskapet Birkaland i Finland. Sjön ligger 134,8 meter över havet. Den är 13 meter djup. Arean är 44 hektar och strandlinjen är 4,92 kilometer lång. Sjön  ingår i Kumo älvs huvudavrinningsområde.   Den ligger omkring 16 km väster om Tammerfors och omkring 170 km nordväst om Helsingfors. 
Den är belägen i nordvästra utkanten av Nokia. 